# Sabine Zissener
Sabine Zissener (* 1. November 1970 in Gebhardshain) ist eine deutsche Politikerin (CDU). 
Nachdem sie die Schule mit der mittleren Reife verlassen hatte, arbeitete Zissener als Arzthelferin in einer kardiologischen Facharztpraxis. Der CDU sowie der Jungen Union trat sie 1992 bei, 1996 zog sie in den Landesvorstand der Frauen-Union in Rheinland-Pfalz ein. 1997 wurde sie Kreisvorsitzende der Frauen-Union im Landkreis Altenkirchen, dort saß sie auch im Vorstand der Jungen Union. 1994 wurde sie Mitglied des Rats der Verbandsgemeinde Gebhardshain, 1999 folgten der Kreistag und das Europäische Parlament, letzterem gehörte sie bis 2004 an.
Für die Bundestagswahl 2009 wollte sie im Wahlkreis Neuwied für das Direktmandat kandidieren, doch zog sie ihre Kandidatur im Frühjahr 2008 zurück. Sie ist mit einem Türken liiert und hat ein Kind, das nicht getauft wurde.